# Skräddarkrita

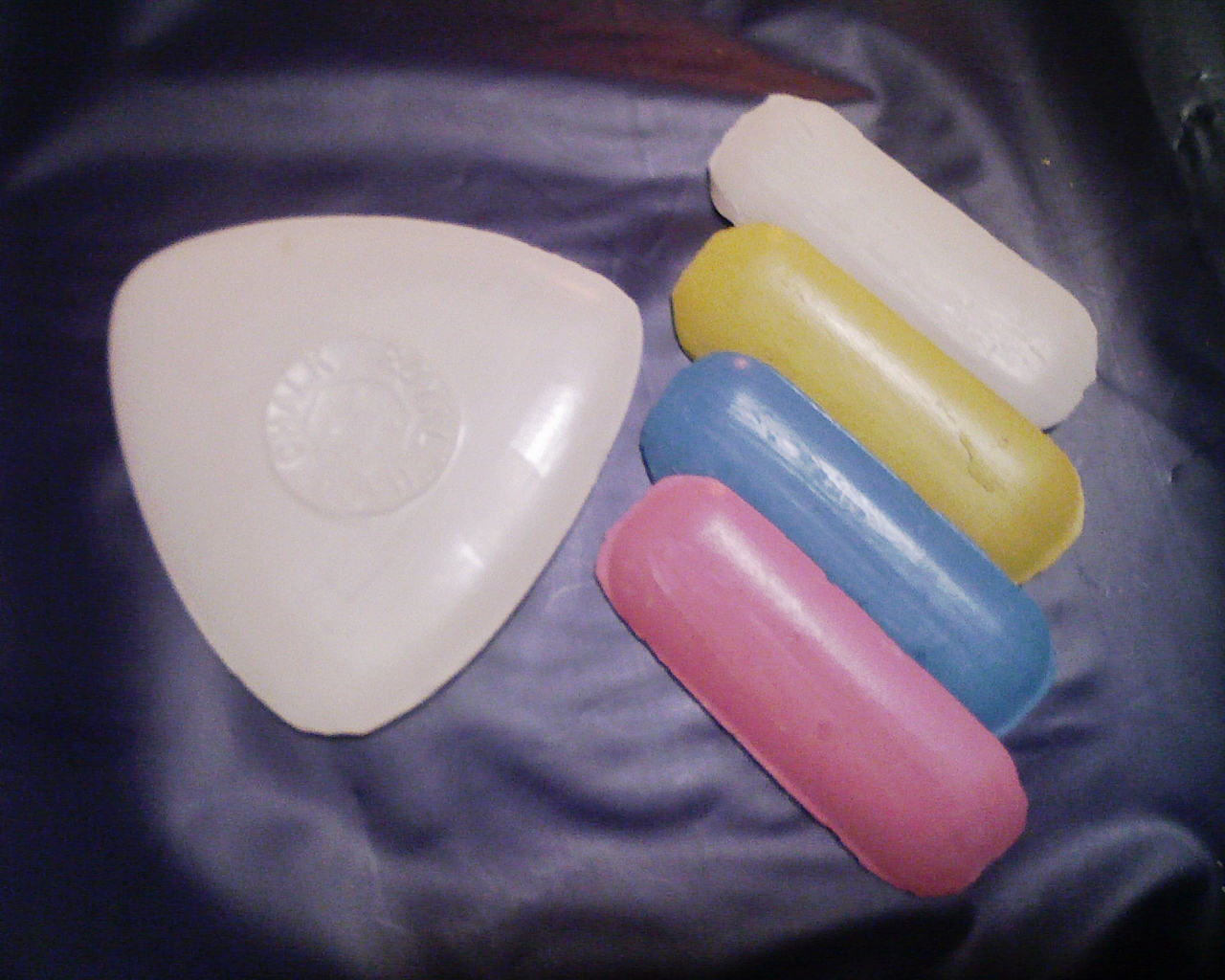

Skräddarkrita är en krita särskilt utformad för att rita upp mönsterdelars konturer på textil.
Skräddarkrita tillverkas endera i form av skivor med skarpa kanter eller i stavar som omsluts av trä på samma sätt som blyertspennor. De senare brukar kallas för märkpennor.
Skräddarkritans färg var ursprungligen vit, men numera förekommer den även i andra färger (rött och blått är vanligast) eftersom färgen bör kontrastera mot tyget för att synas bra. Märken efter skräddarkrita kan avlägsnas från tyget genom att borstas bort.